# Tim Bozon
Timothé "Tim" Phillipe Bozon, född 24 mars 1994 i Saint Louis, Missouri, är en amerikansk-fransk professionell ishockeyspelare som spelar för Genève-Servette HC i schweiziska Nationalliga A.